# Hippodraco
Hippodraco scutodens
Genre
Espèce
Hippodraco (qui signifie « dragon cheval ») est un genre de dinosaures herbivores en position basale parmi les Iguanodontia. 
Cet animal a vécu au cours du stade Barrémien du Crétacé inférieur dans ce qui est maintenant l'Utah, aux États-Unis. Le genre contient une seule espèce, Hippodraco scutodens, pour laquelle l'holotype est un individu immature catalogué comme UMNH VP 20208. 

## Découverte

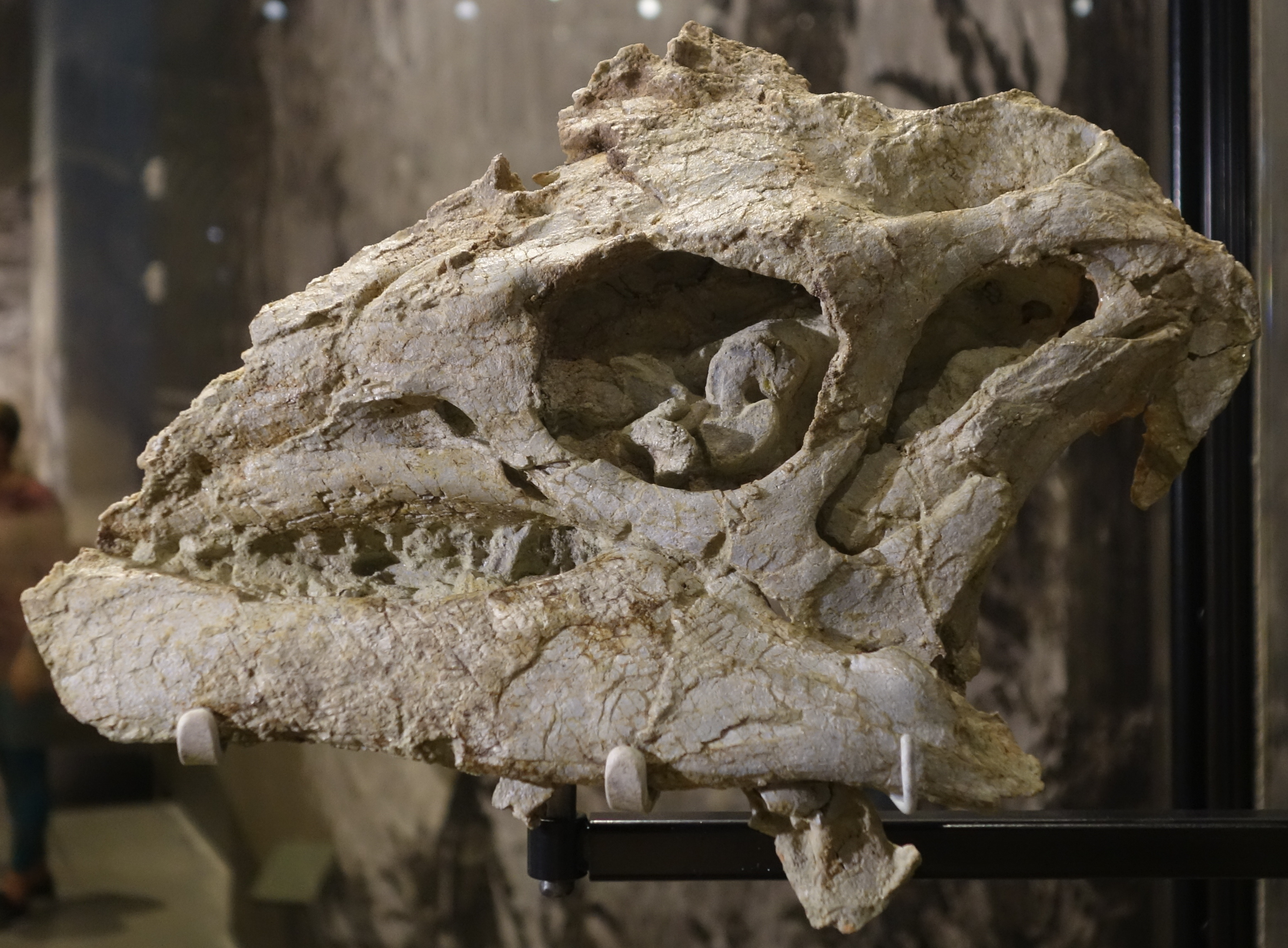
Côté gauche préservé du crâne.

L'holotype d’Hippodraco, UMNH VP 20208, a été découvert en 2004 par Andrew Robert Milner (d). Il s'agit d'un spécimen fragmentaire comprenant un crâne fragmenté et des dents, des vertèbres (dorsale, caudale et cervicale), un humérus droit, une omoplate droite, un ischium gauche, un tibia droit, un fémur droit et des métatarsiens gauches. 
L'holotype UMNH VP 20208 a été mis au jour dans la couche Yellow Cat de la Formation de Cedar Mountain, dans l'Utah, sur un site connu sous le  du nom de Andrew's Site, datant du stade Barremian du Crétacé inférieur.

## Description

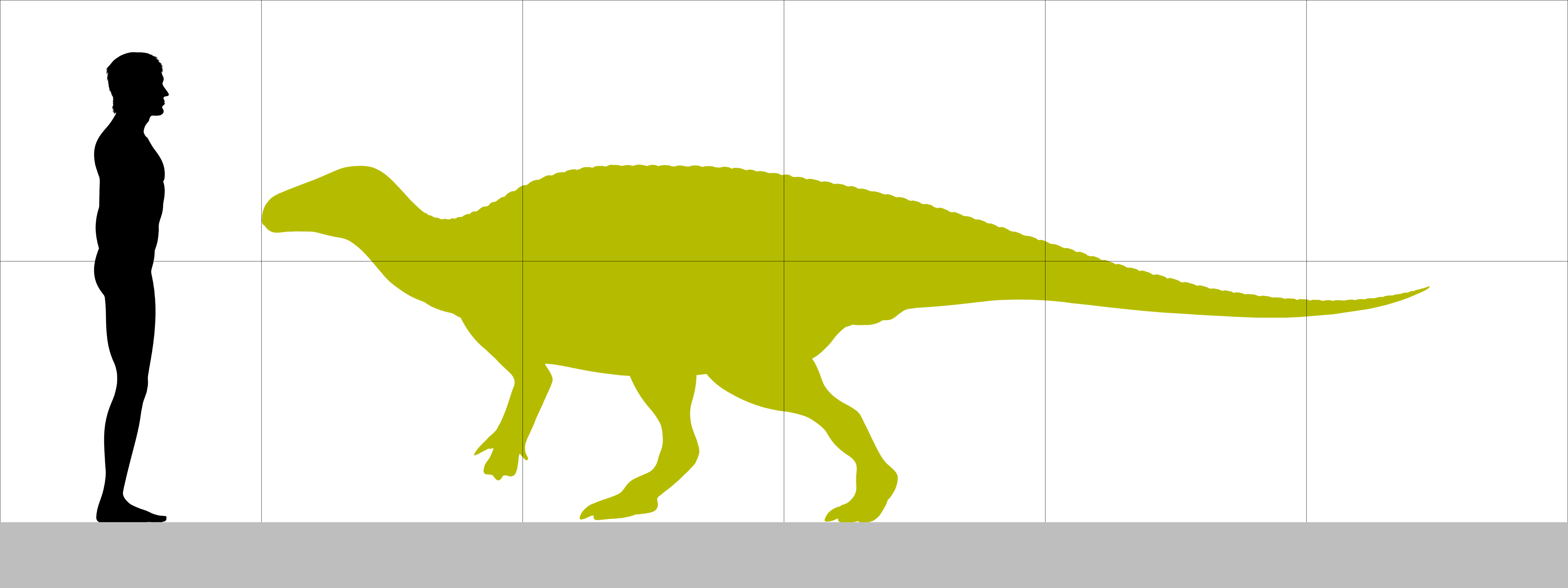
Taille estimée d’Hippodraco.

Hippodraco est un iguanodontidé relativement petit, l'holotype atteignant 4,5 m de longueur. Cependant, une grande orbite dans le crâne indique que le spécimen est immature. Le côté gauche du crâne est bien conservé, mais le côté droit est très fragmenté. Le dentaire gauche est préservé sur le crâne avec les dents qui ont une couronne en forme de bouclier. L'os lacrymal ressemble beaucoup à ceux de Dakotadon et de Theiophytalia.  
Les vertèbres indiquent une forme de corps caractéristique des Iguanodontia. La plupart des restes corporels sont graciles, tels que l'humérus et l'omoplate droits, le tibia droit et le fémur sont fragmentés et présentent des surfaces irrégulières. Le métatarse presque complet est très similaire à ceux de Camptosaurus et d’Iguanodon. 

## Paléoécologie
L'holotype d’Hippodraco a été mis au jour dans la couche Upper Yellow Cat, de la Formation de Cedar Mountain. La faune contemporaine de Upper Yellow Cat comprend l'ornithopode Cédrotes, des sauropodes (Cedarosaurus et Moabosaurus), des théropodes (Martharaptor et Nedcolbertia), le nodosauridé Gastonia et le dromaeosaure géant Utahraptor,,. D'autres dromaeosauridés aux restes fragmentaires sont également connus de la formation : un eudromaeosauriens indéterminé (UMNH VP 20209) et un vélociraptoriné indéterminé (UMNH VP 21752). 

Faune contemporaine de Upper Yellow Cat et de Poison Strip (Hippodraco en jaune citron vert).

## Systématique
Le nom valide complet (avec auteur) de ce taxon est Hippodraco McDonald (d), Kirkland, DeBlieux, Madsen, Cavin, Milner & Panzarin, 2010.

### Étymologie
Le nom générique Hippodraco est une combinaison du mot grec hippos ("cheval") et du mot latin draco ("dragon"). Il fait référence à la forme allongée du crâne, qui ressemble à un crâne de cheval. Le nom spécifique scutodens est une combinaison des mots latins scutum (signifiant bouclier) et dens (signifiant dent), et il fait référence à ses couronnes de dents en forme de bouclier.  

### Publication originale
- (en) Andrew T. McDonald, James I. Kirkland, Donald D. DeBlieux, Scott K. Madsen, Jennifer Cavin, Andrew R. C. Milner et Lukas Panzarin, « New basal iguanodonts from the Cedar Mountain formation of Utah and the evolution of thumb-spiked dinosaurs », PLOS One, PLoS, vol. 5, no 11,‎ 2010 et 22 novembre 2010, e14075 (ISSN 1932-6203, OCLC 228234657, PMID 21124919, PMCID 2989904, DOI 10.1371/JOURNAL.PONE.0014075, lire en ligne).